# يوشيكازو فوجيتا
يوشيكازو فوجيتا (باليابانية: 藤田慶和؛ بالكانا: ふじた よしかず) هو لاعب اتحاد الرغبي ياباني، ولد في 8 أكتوبر 1993 في كيوتو في اليابان.

## وصلات خارجية
- يوشيكازو فوجيتا على موقع سلسلة سباعيات الرغبي العالمية - رجال (الإنجليزية)
- يوشيكازو فوجيتا عل موقع إسبنسكروم (الإنجليزية)
- يوشيكازو فوجيتا على موقع ItsRugby.co.uk (الإنجليزية)
- يوشيكازو فوجيتا على موقع أوليمبيديا (الإنجليزية)